# Victor Saville
Victor Saville, nascut Victor Salberg (Birmingham, 25 de setembre de 1895 − Londres, 8 de maig de 1979),va ser un productor, director i guionista britànic.
El seu veritable nom era Víctor Salberg i va començar la seva carrera a finals dels anys 1920 a la Gran Bretanya. Director de nombrosos musicals es va atribuir el mèrit per la invenció del playback, que va fer servir al film Sunshine Susie per les dificultats d'utilitzar el so, llavors en les beceroles, en una pel·lícula musical.
A la primera meitat dels anys 30 va dirigir diverses pel·lícules protagonitzades per Jessica Matthews, una cantant de revista que es va convertir en famosa gràcies al seu matrimoni amb el director. Aquesta aliança es va trencar quan a finals dels anys 30 es va traslladar Saville als Estats Units.
Les seves obres holliwodienques són de nivell mitjà, però se li recorda per haver produït la pel·lícula Goodbye, Mr. Chips, que en aquell moment va ser un gran èxit i va guanyar dos premis Oscar, un a la millor pel·lícula i un altre al millor actor per a Robert Donat

## Filmografia

### Productor
- 1938: The Citadel
- 1941: Dr. Jekyll and Mr. Hyde
- 1943: Per damunt de la sospita (Above suspicion)

### Director
- 1934: Evensong
- 1934: Evergreen
- 1940: The Earl of Chicago, corealitzat per Richard Thorpe (+ productor)
- 1945: Tonight and every night (+ producteur)
- 1946: The Green Years
- 1947: Green Dolphin Street
- 1947: If Winter Comes
- 1949: Conspirator
- 1950: Kim
- 1954: El calze de plata (The Silver Chalice) (+ productor)